# Liste der Biografien/Hask
Liste der Biografien |
Portal Biografien |
Personensuche
# |
A |
B |
C |
D |
E |
F |
G |
H |
I |
J |
K |
L |
M |
N |
O |
P |
Q |
R |
S |
T |
U |
V |
W |
X |
Y |
Z |
?
 
Ha |
Hd |
He |
Hi |
Hj |
Hk |
Hl |
Hm |
Hn |
Ho |
Hr |
Hs |
Ht |
Hu |
Hv |
Hw |
Hy
 
Haa |
Hab |
Hac |
Had |
Hae–Haf |
Hag |
Hah |
Hai |
Haj |
Hak |
Hal |
Ham |
Han |
Hao |
Hap |
Haq |
Har |
Has |
Hat |
Hau |
Hav |
Haw |
Hax |
Hay |
Haz
 
Hasa |
Hasb |
Hasc |
Hasd |
Hase |
Hasf |
Hasg |
Hash |
Hasi |
Hasj |
Hask |
Hasl |
Hasm |
Hasn |
Haso |
Hasp |
Hasq |
Hass |
Hast |
Hasu |
Hasv |
Hasw |
Hasz
Die Liste der Biografien führt alle Personen auf, die in der deutschsprachigen Wikipedia einen Artikel haben. Dieses ist eine Teilliste mit 50 Einträgen von Personen, deren Namen mit den Buchstaben „Hask“ beginnt.

## Hask

### Haska
- Haskamp, Bettina (* 1960), deutsche Redakteurin und Autorin
- Haskamp, Martin (* 1958), deutscher Fußballspieler
- Haskard, Cosmo (1916–2017), britischer Offizier und Gouverneur

### Haske
- Haskel, Gil (* 1965), israelischer Diplomat
- Haskel, Leonhard (1872–1923), deutscher Schauspieler, Oberregisseur und Dramaturg
- Haskel, Simon, Baron Haskel (* 1934), britischer Politiker (Labour Party)
- Haskell, Brian (1928–2012), britischer Radrennfahrer
- Haskell, Charles N. (1860–1933), US-amerikanischer Unternehmer und Politiker
- Haskell, David G., britischer Biologe, Autor und Professor für Biologie an der University of the South in Sewanee, Tennessee
- Haskell, Dudley C. (1842–1883), US-amerikanischer Politiker
- Haskell, Floyd K. (1916–1998), US-amerikanischer Politiker
- Haskell, Francis (1928–2000), britischer Kunsthistoriker
- Haskell, Frank A. (1828–1864), US-amerikanischer Soldat, Offizier im Amerikanischen Bürgerkrieg
- Haskell, Gordon (1946–2020), britischer Bassist und Sänger im Lineup der Band King CrimsonGordon Haskell (1946–2020)

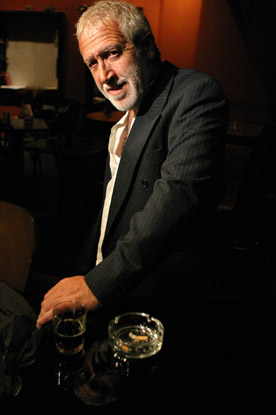
Gordon Haskell (1946–2020)

- Haskell, Graham (* 1948), australischer Sprinter
- Haskell, Harry G. (1921–2020), US-amerikanischer Politiker
- Haskell, Jack (1886–1963), US-amerikanischer Choreograf und Filmregisseur
- Haskell, James (* 1985), englischer Rugby-Union-Spieler
- Haskell, Jamie (* 1980), US-amerikanische Curlerin
- Haskell, Jimmie (1926–2016), US-amerikanischer Arrangeur, Dirigent, Komponist und Filmkomponist
- Haskell, John (* 1958), US-amerikanischer Autor
- Haskell, Miriam (1899–1981), amerikanische Modeschmuckdesignerin
- Haskell, Nathaniel M. (1912–1983), US-amerikanischer Politiker, Gouverneur von Maine (Republikanische Partei)
- Haskell, Nikki, US-amerikanische Show-Moderatorin und Produzentin
- Haskell, Peter (1934–2010), US-amerikanischer Filmschauspieler
- Haskell, Reuben L. (1878–1971), US-amerikanischer Jurist und Politiker
- Haskell, Robert (1903–1987), US-amerikanischer Politiker, Gouverneur von Maine
- Haskell, Susan (* 1968), kanadische Schauspielerin
- Haskell, William N. (1878–1952), US-amerikanischer Offizier, Mitarbeiter der American Relief Administration
- Haskell, William T. (1818–1859), US-amerikanischer Politiker

### Haski
- Haski, Pierre (* 1953), französischer Journalist
- Haskil, Clara (1895–1960), rumänisch-schweizerische klassische PianistinClara Haskil (1895–1960)

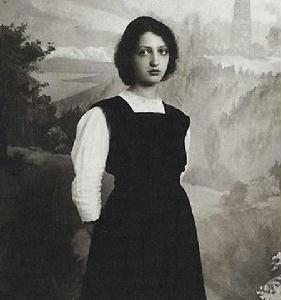
Clara Haskil (1895–1960)

- Haskin, Byron (1899–1984), US-amerikanischer Regisseur
- Haskin, John B. (1821–1895), US-amerikanischer Jurist und Politiker
- Haskins, Charles Homer (1870–1937), amerikanischer Mediävist
- Haskins, Chris († 2016), britischer Jazzmusiker
- Haskins, Christopher Haskins, Baron (* 1937), britischer Geschäftsmann und ehemaliges Mitglied der Labour Party
- Haskins, Don (1930–2008), US-amerikanischer Basketballtrainer
- Haskins, Dwayne (1997–2022), US-amerikanischer American-Football-SpielerDwayne Haskins (1997–2022)

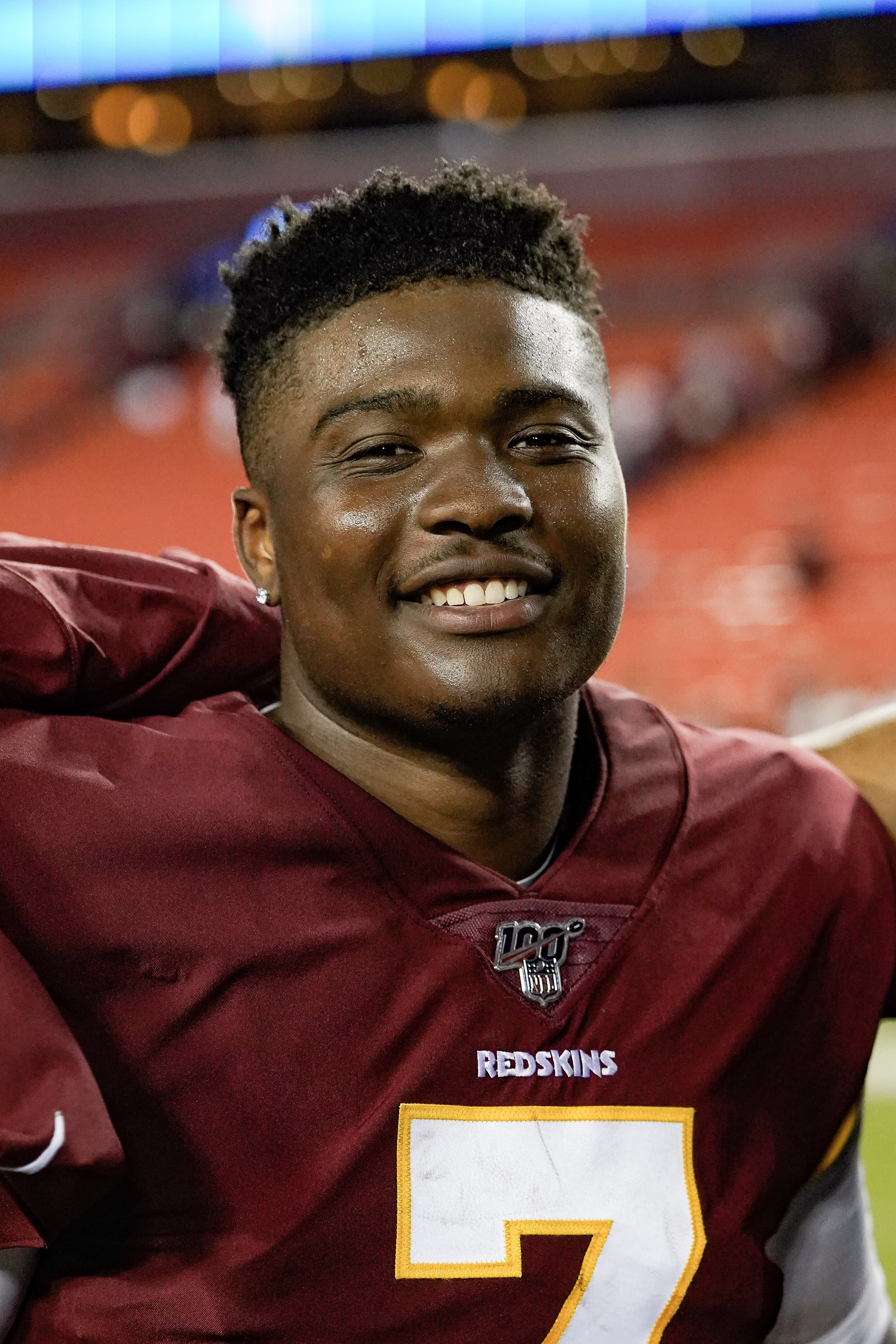
Dwayne Haskins (1997–2022)

- Haskins, Kittredge (1836–1916), US-amerikanischer Jurist und Politiker
- Haskins, Lee (* 1983), britischer Boxer
- Haskins, Sam (1926–2009), südafrikanischer Fotograf
- Haskins, Taylor (* 1971), US-amerikanischer Jazzmusiker
- Haskins, Tyler (* 1986), US-amerikanischer Eishockeyspieler und -trainer
- Haskins-Kortuem, Sarah (* 1981), US-amerikanische Triathletin

### Hasko
- Hašková, Jarmila (1887–1931), tschechische Journalistin, Prosaistin und Frau des Schriftstellers Jaroslav Hašek
- Hašková, Lenka (1923–2016), tschechoslowakische Schriftstellerin
- Haškovec, Ladislav (1866–1944), tschechischer Psychiater
- Haškovec, Prokop Miroslav (1876–1935), tschechischer Romanist und Literaturwissenschaftler

### Hasku
- Haskuka, Mytaher (* 1973), kosovo-albanischer Politiker (LVV), Bürgermeister von Prizren